# Esther Epstein
Esther Epstein. ros. Эсфирь Даниловна Эпштейн (ur. 10 maja 1954 w Gorki) – amerykańska szachistka pochodzenia rosyjskiego, mistrzyni międzynarodowa od 1972 roku.

## Kariera szachowa
W szachy gra od 5. roku życia. W latach 1972–1984 siedmiokrotnie uczestniczyła w finałach indywidualnych mistrzostw Związku Radzieckiego, największy sukces odnosząc w 1976, w którym zdobyła srebrny medal. Odnosiła również sukcesy w turniejach indywidualnych, m.in. w Leningradzie (1972 – dz. I-II m.), Woroneżu (1973 – dz. III-IV m.), Halle (1974 – I m.), Nowogrodzie Wielkim (1976 – I m.), Noworosyjsku (1977 – II m.), Włodzimierzu (1979 – dz. II-V m.) oraz Soczi (1980 – IV m.).
W 1977 wyszła za mąż za Aleksandra Iwanowa (arcymistrza od 1991 ), w którym w 1980 przeprowadziła się na Litwę, gdzie wspólnie oczekiwali na otrzymanie zgody władz państwowych na emigrację z ZSRR. Pozwolenie takie otrzymali po 8 latach, w 1988 wyjechali do Stanów Zjednoczonych, a od 1990 reprezentują barwy tego kraju na arenie międzynarodowej.
Po otrzymaniu obywatelstwa Esther Epstein należała do ścisłej czołówki amerykańskich szachistek. W latach 1990–2000 pięciokrotnie uczestniczyła w szachowych olimpiadach, trzykrotnie zajmując miejsca w pierwszej dziesiątce (najlepszy wynik: 1990 – VI m.). Wielokrotnie startowała w finałach indywidualnych mistrzostw Stanów Zjednoczonych, dwukrotnie zdobywając tytuły mistrzowskie, w latach 1991 (wspólnie z Iriną Lewitiną) i 1997. Oprócz tego, w 1999 w finałowym turnieju zajęła III m. (za Andżeliną Biełakowską i Jennifer Shahade) i zdobyła medal brązowy. Kilkukrotnie startowała w mistrzostwach świata seniorek (zawodniczek powyżej 50. roku życia), w 2005 zajmując w Lignano piąte, a w 2008 w Bad Zwischenahn – czwarte miejsce.
Najwyższy ranking w karierze osiągnęła 1 stycznia 1977, z wynikiem 2305 punktów dzieliła wówczas 6-7. miejsce (wspólnie z Marią Ivanką) na światowej liście FIDE, jednocześnie zajmując 4. miejsce wśród radzieckich szachistek.